# Étienne Bonard
Pour les articles homonymes, voir Bonard.
Étienne Bonard est un homme politique français né le 30 mars 1855 à Saintes (Charente-Inférieure) et décédé à une date inconnue.

## Biographie
Peintre de décoration, il est conseiller municipal de Lyon. À la mort de  Claudius Guichard, député du Rhône, le 15 juillet 1895, Étienne Bonard brigue sa succession. Il est élu le 29 septembre 1895. Il est réélu, au deuxième tour, lors des élections générales des 8 et 22 mai 1898. Il est battu lors des élections de 1902. Socialiste blanquiste, il siège au groupe des indépendants.
En 1909, il demeure à Paris lorsque sa fille se marie.